# Paul Decauville
Paul Decauville fue un ingeniero, industrial y político francés, nacido el 7 de junio de 1846 en Évry-Petit-Bourg, hoy Évry (Essonne), y muerto el 29 de junio de 1922 en Neuilly-sur-Seine (Hauts-de-Seine). Fue igualmente alcalde de la villa de Évry y senador de Sena-y-Oise.

## Datos Biográficos
Es el inventor de un sistema de vía férrea que lleva su nombre y que le  valió una medalla de oro en la Exposición universal de 1878. Por extensión, el nombre Decauville está asociado a los ferrocarriles de vía estrecha.

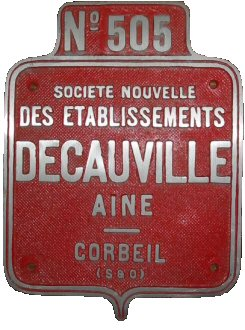

El nombre de Paul Decauville también se vincula a los municipios de Corbeil-Essonnes y de Évry, en el territorio donde la empresa Decauville erigió sus fábricas.
En 1899 disputó la primera de las carreras automovilísticas en las que estuvieron involucrados las automóviles que llevaron su nombre, de Niza-Castellane-Niza (llegando en 15º lugar).
Fundó una sociedad en 1910 con el fin de explotar las patentes que había desarrollado. Esta sociedad, el Comptoir de outillage, sobrevivió hasta el final de los años 1980. Otra de sus sociedades, EmiDecau, especializada en prensas hidráulicas existe todavía, bajo el nombre de Pinette EmiDecau Industrias (Chalon-sobre-Saona).
Una fábrica Decauville más, creada por él y su familia en Marquette-lez-Lille, que producía maquinarias para obra pública y equipo y materiales para minas, estuvo activa de 1923 a 1968.
En la política, de su país, Paul Decauville fue alcalde de Évry de 1881 a 1892. Fue también senador por Sena-y-Oise de 1890 a 1900, y miembro de la comisión de Aduanas. Después de haber abandonado la región parisiense, Paul Decauville fue igualmente durante un tiempo alcalde del municipio de Saint-Léger (en la región de La Mancha).